# دينيسي كارتر
دينيسي كارتر (بالإنجليزية: Denise Carter)‏ هي لاعب كرة مضرب أمريكية، ولدت في 31 يوليو 1950.

## وصلات خارجية
- دينيسي كارتر على موقع رابطة محترفات التنس (الإنجليزية)
- دينيسي كارتر على موقع الاتحاد الدولي لكرة المضرب (الإنجليزية)
- دينيسي كارتر على موقع خلاصة التنس.كوم (الإنجليزية)